# Udo Weith

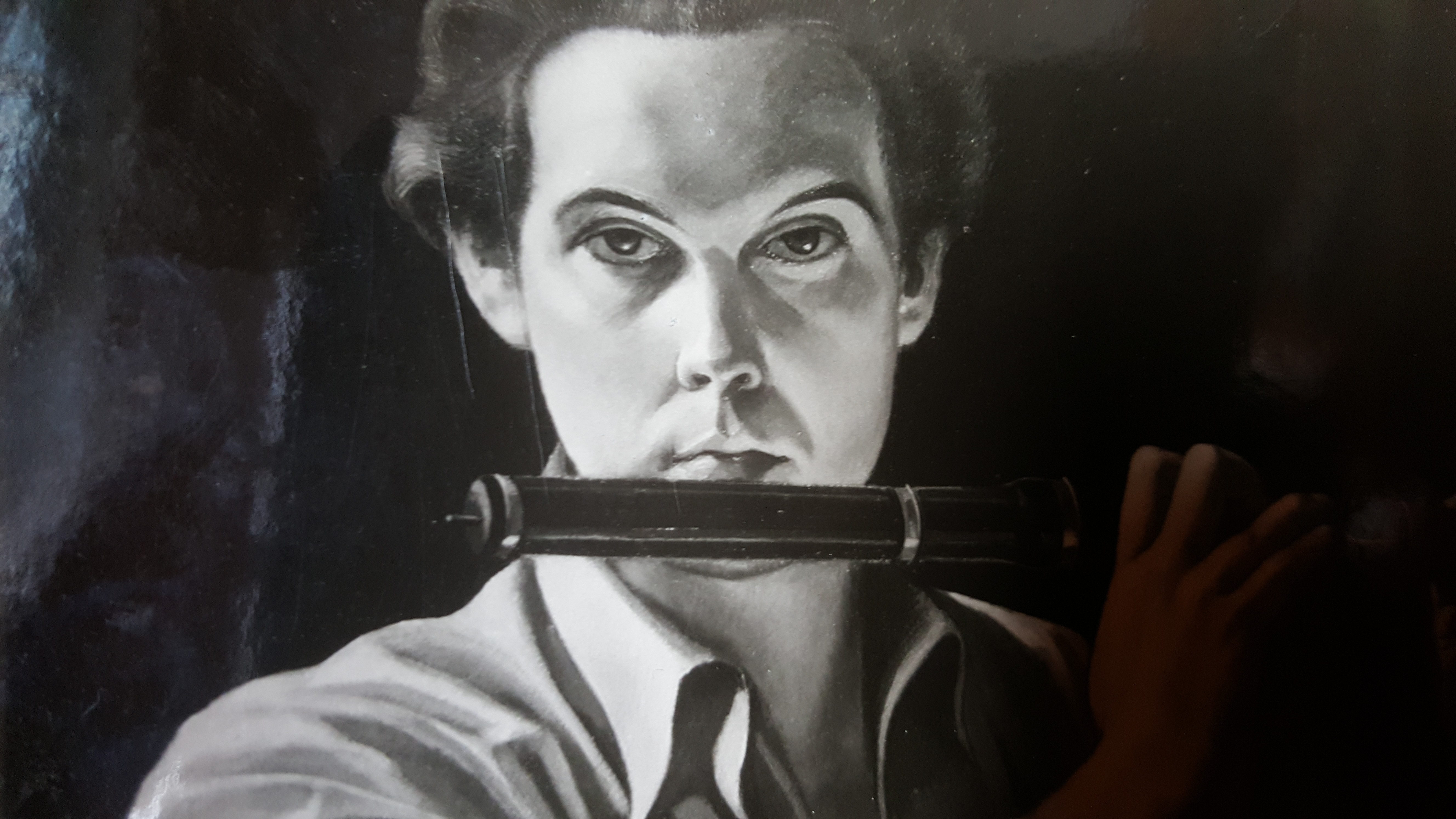
Der Flötenspieler Selbstporträt

Udo Weith (Otto)  (* 26. April 1897 in Wien; † 27. Mai 1935 ebenda) war ein österreichischer Maler, Graphiker und Restaurator.

## Leben
Udo Weith wurde als Sohn des Theatermalers Andreas Weith in Wien geboren. Er war Bruder der akad. Malerin Maria (Mizzi) Weith (1884–1950). Udo Weith besuchte zuerst die Kunstmalerschule August Patek und wechselte 1916 in die Akademie der bildenden Künste Wien unter Rudolf Jettmar. Im Anschluss besuchte er die „Meisterschule“ unter Josef Jungwirth, die er 1924 verließ, nachdem er im Jahre 1919 vorübergehend an der Kunstgewerbeschule in Bern und in der Restaurierabteilung der Wiener Akademie, unter Professor Seraphin Maurer, gearbeitet hatte. Im Jahre 1930 besuchte er den Glasmalerkurs von R. Klaus an der Wiener Kunstgewerbeschule.
Er verehelichte sich am 27. Juli 1927 mit Editha-Anna Kaiser, der Tochter des Kunstmalers und Graphikers Anton Kaiser (1863–1944), Wien.
Udo Weith betrieb ein Atelier in der Kettenbrückengasse und wohnte in der Boltzmanngasse 18, im neunten Wiener Gemeindebezirk. Er wurde Mitglied des „Albrecht-Dürer-Bundes“, der „Österreichischen Gesellschaft für christliche Kunst“ sowie im „Bund der Österreichischen-Gebrauchsgraphiker“. Den Reisen nach Holland, Deutschland, Italien, Ungarn und Böhmen folgten viele Landschaftsbilder und Porträts. Er stellte erstmalig 1920 im „Badener Kunstverein – Gemälde aus dem Egerland“ und 1923 Stillleben im Wiener Künstlerhaus aus. Weitere Ausstellungen folgten in den Jahren 1927, 1929 und 1934 wieder im Wiener Künstlerhaus und von 1930 bis 1935 im Albrecht-Dürer-Bund. Für die Stiftskirche Klosterneuburg schuf er das Gemälde S. Monica.
Udo Weith verstarb mit 38 Jahren an einer Herzmuskelentzündung. Er wurde im Ehrengrab der Künstlerfamilie Weith im Friedhof Baumgarten der Stadt Wien beigesetzt.
Im März 1936 erfolgte anlässlich der 35. Jahresausstellung des Albrecht-Dürer-Bundes eine Gedächtnisausstellung für Udo Weith.

## Ausstellungen und Auszeichnungen
- 1920 im Badener Kunstverein.

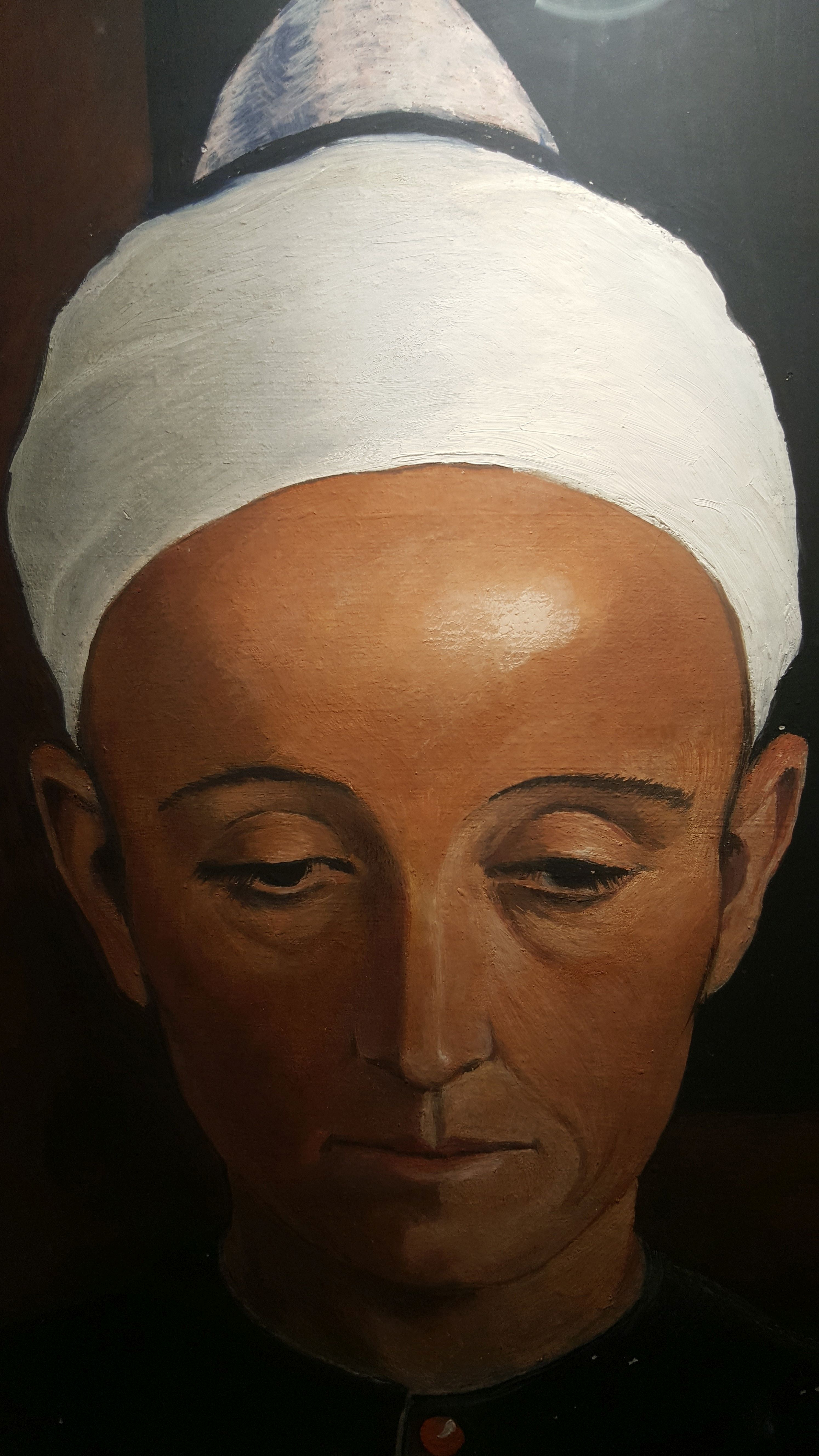
Ungarische Bäuerin

- 1923, 1927, 1929 und 1934 im Wiener Künstlerhaus
- 1930 bis 1935 im Albrecht-Dürer-Bund in Wien
- 1936 Gedächtnisausstellung im Albrecht-Dürer-Bund
- Medaille der Stadt Graz
- Preise der Stadt Wien (Der Flötenspieler – Selbstporträt)
- Seine Bilder und Werke sind mehrheitlich im Privatbesitz.